# Vitinha (football, 13-02-2000)
Pour les articles homonymes, voir Vitinha.
Vítor Machado Ferreira, surnommé Vitinha, né le 13 février 2000 à Santo Tirso au Portugal, est un footballeur international portugais évoluant au poste de milieu de terrain au Paris Saint-Germain.

## Biographie

### Carrière en club

#### Formation et débuts au FC Porto (2011-2020)
Très en vue lors de la campagne victorieuse avec les moins de 19 ans du FC Porto en Youth League 2019, il fait partie des meilleurs espoirs du centre de formation portuane.
Il fait sa première apparition en équipe première du FC Porto le 14 janvier 2020 contre Varzim SC en quart de finale de la Coupe du Portugal.

#### Passage en prêt chez les Wolves (2020-2021)
Le 9 septembre 2020, Vitinha est prêté une saison au club anglais Wolverhampton Wanderers évoluant en Premier League.
Il fait ses débuts le 14 septembre face à Sheffield United à l'extérieur en entrant en jeu lors de la seconde période. Il est titularisé trois jours plus tard à domicile en EFL Cup contre Stoke City (défaite 1-0). Le 22 janvier 2021, il inscrit son premier but avec une frappe de près de 30 mètres lors d'une victoire 1-0 à l'extérieur contre le Chorley FC au quatrième tour de la FA Cup.

#### Retour au Portugal et doublé national (2021-2022)
Le 3 décembre 2021, Vitinha célèbre son premier but en équipe première lors d'un déplacement des Dragões sur la pelouse du Portimonense SC pour le compte de la 13e journée du championnat national (0-3).
Après le départ de Sérgio Oliveira vers l'AS Roma en janvier 2022, Vitinha consolide sa place de titulaire, impressionnant Sérgio Conceição, avec ses performances sans ballon et son pressing. Il est nommé joueur du mois et milieu de terrain du mois de la ligue pendant deux mois consécutifs en décembre et janvier. Il effectuera 47 apparitions, avec un but lors de la victoire 3-1 face au CD Tondela lors de la finale de la coupe nationale. Il remporte le doublé national de la Primeira Liga et de la Taça de Portugal.

#### Transfert au Paris Saint-Germain (depuis 2022)
Le 30 juin 2022, il s'engage jusqu'en 2027 avec le Paris Saint-Germain, pour un montant de transfert, annoncé par le président du FC Porto Jorge Nuno Pinto da Costa, de 40 millions d’euros au comptant. Il est la première recrue de l'intersaison du club parisien et choisit de porter le numéro 17.
Vitinha participe à la présaison parisienne face à Quevilly-Rouen puis, lors de trois matchs à l'occasion de la tournée du club Rouge et Bleu au Japon. Le Portugais est titulaire sur trois des quatre rencontres et marque notamment des points sur le plan sportif (une passe décisive) mais aussi dans l'attitude en dehors du terrain. Le 31 juillet 2022, pour le premier match officiel de la saison, il est titulaire lors du Trophée des champions 2022 face au FC Nantes (victoire 4-0). Vitinha dispute 67 minutes, écope d'un carton jaune et affiche un taux de réussite de 100 % sur ses passes (43 sur 43) avant de céder sa place à Danilo Pereira.
Le 15 avril 2023, lors de la 31e journée de Ligue 1, Vitinha offre une passe décisive et marque son premier but avec le club parisien, dans un match déterminant dans la course au titre, permettant à l'équipe de s'imposer contre son dauphin, le RC Lens (3-1).
Le 31 mai 2025, à l'occasion de la finale de la Champions League opposant le Paris Saint-Germain à l'Inter Milan, Vitinha est auteur d'une passe décisive, et donc d'un nouveau match à la hauteur de son parcours en ligue des champions cette même année.
Durant cette même saison, il s'impose comme l'un des meilleurs milieux de terrain du monde, voire même le meilleur selon Luka Modrić.

### Carrière en sélection

#### Premiers pas chez les jeunes
Il participe au tournoi Maurice Revello avec l'équipe du Portugal espoirs en juin 2019.
Avec les moins de 19 ans, Vitinha participe au championnat d'Europe des moins de 19 ans en 2019, qui se déroule en Arménie. Lors de cette compétition, il commence la totalité des matchs au poste de milieu central, avec le brassard de capitaine. Au cours de la compétition, il marque deux buts et effectue deux passes décisives.
Ses performances contribuent à mener son équipe jusqu'en finale, mais le Portugal est défait le 27 juillet par l'Espagne, lors de cet ultime match.

#### Débuts avec la Seleção
En mars 2022, le jeune milieu de terrain portugais est convoqué pour la première fois avec la Seleção afin de pallier la blessure de Ruben Neves. Cette dernière s'effectue à l'occasion d'un match des demi-finales des barrages pour la Coupe du monde 2022 où le Portugal affronte la Turquie puis en cas de qualification, l'Italie ou la Macédoine du Nord lors de la finale.
Le 10 novembre 2022, il est sélectionné par Fernando Santos pour participer à la Coupe du monde 2022.
En mai 2024, il fait partie de la liste des 26 joueurs convoqués par Roberto Martinez pour disputer l'Euro 2024 .
il remporte la Ligue des Nations en 2025 avec le Portugal, en gagnant la finale contre l'équipe d'Espagne, et en transformant son tir au but lors de la séance.

## Statistiques

### En club
| Saison                | Club                  | Championnat           | Championnat | Championnat | Championnat | Coupe nationale | Coupe nationale | Coupe nationale | Coupe de la Ligue | Coupe de la Ligue | Coupe de la Ligue | Supercoupe | Supercoupe | Supercoupe | Compétition(s) continentale(s) | Compétition(s) continentale(s) | Compétition(s) continentale(s) | Compétition(s) continentale(s) | Coupe du monde des clubs | Coupe du monde des clubs | Coupe du monde des clubs | Supercoupe de l'UEFA | Supercoupe de l'UEFA | Supercoupe de l'UEFA | Total | Total | Total |
| Saison                | Club                  | Division              | M.          | B.          | P.d.        | M.              | B.              | P.d.            | M.                | B.                | P.d.              | M.         | B.         | P.d.       | Comp.                          | M.                             | B.                             | P.d.                           | M.                       | B.                       | P.d.                     | M.                   | B.                   | P.d.                 | M.    | B.    | P.d.  |
| 2019-2020             | FC Porto B            | Segunda Liga          | 15          | 8           | 3           | -               | -               | -               | -                 | -                 | -                 | -          | -          | -          | -                              | -                              | -                              | -                              | -                        | -                        | -                        | -                    | -                    | -                    | 15    | 8     | 3     |
| 2019-2020             | FC Porto              | Primeira Liga         | 8           | 0           | 0           | 3               | 0               | 1               | 1                 | 0                 | 0                 | -          | -          | -          | -                              | 0                              | 0                              | 0                              | -                        | -                        | -                        | -                    | -                    | -                    | 12    | 0     | 1     |
| 2021-2022             | FC Porto              | Primeira Liga         | 30          | 2           | 3           | 7               | 2               | 1               | -                 | -                 | -                 | -          | -          | -          | C1+C3                          | 6+4                            | 0+0                            | 0+0                            | -                        | -                        | -                        | -                    | -                    | -                    | 47    | 4     | 4     |
| Sous-total            | Sous-total            | Sous-total            | 38          | 2           | 3           | 10              | 2               | 2               | 1                 | 0                 | 0                 | -          | -          | -          | -                              | 10                             | 0                              | 0                              | -                        | -                        | -                        | -                    | -                    | -                    | 59    | 4     | 5     |
| 2020-2021             | Wolverhampton (prêt)  | Premier League        | 19          | 0           | 1           | 2               | 1               | 0               | 1                 | 0                 | 0                 | -          | -          | -          | -                              | -                              | -                              | -                              | -                        | -                        | -                        | -                    | -                    | -                    | 22    | 1     | 1     |
| 2022-2023             | Paris Saint-Germain   | Ligue 1               | 36          | 2           | 3           | 3               | 0               | 1               | -                 | -                 | -                 | 1          | 0          | 0          | C1                             | 8                              | 0                              | 0                              | -                        | -                        | -                        | -                    | -                    | -                    | 48    | 2     | 4     |
| 2023-2024             | Paris Saint-Germain   | Ligue 1               | 28          | 7           | 4           | 5               | 0               | 0               | -                 | -                 | -                 | 1          | 0          | 0          | C1                             | 12                             | 2                              | 1                              | -                        | -                        | -                        | -                    | -                    | -                    | 46    | 9     | 5     |
| 2024-2025             | Paris Saint-Germain   | Ligue 1               | 29          | 4           | 1           | 5               | 0               | 0               | -                 | -                 | -                 | 1          | 0          | 0          | C1                             | 17                             | 2                              | 2                              | 7                        | 1                        | 2                        | -                    | -                    | -                    | 59    | 7     | 5     |
| 2025-2026             | Paris Saint-Germain   | Ligue 1               | 1           | 1           | 0           | -               | -               | -               | -                 | -                 | -                 | -          | -          | -          | C1                             | -                              | -                              | -                              | -                        | -                        | -                        | 1                    | 0                    | 1                    | 2     | 1     | 1     |
| Sous-total            | Sous-total            | Sous-total            | 94          | 14          | 8           | 13              | 0               | 1               | -                 | -                 | -                 | 3          | 0          | 0          | -                              | 37                             | 4                              | 3                              | 7                        | 1                        | 2                        | 1                    | 0                    | 1                    | 155   | 19    | 15    |
| Total sur la carrière | Total sur la carrière | Total sur la carrière | 166         | 24          | 15          | 25              | 3               | 3               | 2                 | 0                 | 0                 | 3          | 0          | 0          | -                              | 47                             | 4                              | 3                              | 7                        | 1                        | 2                        | 1                    | 0                    | 1                    | 251   | 32    | 24    |

## En sélection nationale
| Saison                | Sélection             | Phases finales        | Phases finales | Phases finales | Phases finales | Éliminatoires CDM | Éliminatoires CDM | Éliminatoires CDM | Éliminatoires EURO | Éliminatoires EURO | Éliminatoires EURO | Ligue Nations UEFA | Ligue Nations UEFA | Ligue Nations UEFA | Matchs amicaux | Matchs amicaux | Matchs amicaux | Total | Total | Total |
| Saison                | Sélection             | Compétition           | M              | B              | Pd             | M                 | B                 | Pd                | M                  | B                  | Pd                 | M                  | B                  | Pd                 | M              | B              | Pd             | M     | B     | Pd    |
| --------------------- | --------------------- | --------------------- | -------------- | -------------- | -------------- | ----------------- | ----------------- | ----------------- | ------------------ | ------------------ | ------------------ | ------------------ | ------------------ | ------------------ | -------------- | -------------- | -------------- | ----- | ----- | ----- |
| 2021-2022             | Portugal              | -                     | -              | -              | -              | 1                 | 0                 | 0                 | -                  | -                  | -                  | 2                  | 0                  | 0                  | -              | -              | -              | 3     | 0     | 0     |
| 2022-2023             | Portugal              | Coupe du monde 2022   | 3              | 0              | 0              | -                 | -                 | -                 | 2                  | 0                  | 0                  | 1                  | 0                  | 0                  | 1              | 0              | 0              | 7     | 0     | 0     |
| 2023-2024             | Portugal              | Euro 2024             | 4              | 0              | 0              | -                 | -                 | -                 | 4                  | 0                  | 0                  | -                  | -                  | -                  | 3              | 0              | 1              | 11    | 0     | 1     |
| 2024-2025             | Portugal              | -                     | -              | -              | -              | -                 | -                 | -                 | -                  | -                  | -                  | 6                  | 0                  | 3                  | -              | -              | -              | 6     | 0     | 3     |
| Total sur la carrière | Total sur la carrière | Total sur la carrière | 7              | 0              | 0              | 1                 | 0                 | 0                 | 6                  | 0                  | 0                  | 9                  | 0                  | 3                  | 4              | 0              | 1              | 27    | 0     | 4     |

## Palmarès
| FC Porto (5) | Paris Saint-Germain (9) | Portugal (1)                                 |
| --- | --- | -------------------------------------------- |
| - Championnat du Portugal (2) : - Champion : 2020 et 2022 - Coupe du Portugal (2) : - Vainqueur : 2020 et 2022 - Coupe de la Ligue : - Finaliste : 2020 - UEFA Youth League (1) : - Vainqueur : 2019 | - Ligue des Champions (1) : - Vainqueur : 2025 - Supercoupe de l'UEFA (1) : - Vainqueur : 2025 - Championnat de France (3) : - Champion : 2023, 2024 et 2025 - Trophée des Champions (3) : - Vainqueur : 2022, 2023 et 2024 - Coupe de France (2) : - Vainqueur : 2024 et 2025 - Coupe du monde des clubs : - Finaliste : 2025 | - Ligue des Nations (1) : - Vainqueur : 2025 |

## Distinctions individuelles
- Nommé Dans L'Équipe Type Du Championnat De France Aux Trophées UNFP 2024[17].
- Nommé Dans L’Équipe Type De La Ligue Des Champions 2023-2024[18].
- Nommé au Ballon D'or 2024 : 27e
- Nommé Dans L'Équipe Type Du Championnat De France Aux Trophées UNFP 2025
- Ballon d'argent de la Coupe du monde des clubs 2025
- Membre de l'équip-type de la Coupe du monde des clubs 2025[19]
- Membre de l'équipe type de la Ligue des champions de l'UEFA 2024-2025[20]